# Kanton Verteillac
Verteillac is een voormalig kanton van het Franse departement Dordogne. Het kanton maakte deel uit van het arrondissement Périgueux. Het werd opgeheven bij decreet van 21 februari 2014, met uitwerking op 22 maart 2015. Alle gemeenten werden toegevoegd aan het kanton Ribérac.

## Gemeenten
Het kanton Verteillac omvatte de volgende gemeenten:
- Bertric-Burée
- Bourg-des-Maisons
- Bouteilles-Saint-Sébastien
- Cercles
- Champagne-et-Fontaine
- La Chapelle-Grésignac
- La Chapelle-Montabourlet
- Cherval
- Coutures
- Gout-Rossignol
- Lusignac
- Nanteuil-Auriac-de-Bourzac
- Saint-Martial-Viveyrol
- Saint-Paul-Lizonne
- La Tour-Blanche
- Vendoire
- Verteillac (hoofdplaats)